# WorldPride Madrid 2017
El WorldPride Madrid 2017 fue la quinta edición del WorldPride celebrada con motivo del Día Internacional del Orgullo LGBT. Se celebró en la ciudad española de Madrid del 23 de junio al 2 de julio de 2017. Esta edición del Día del Orgullo en Madrid también coincidió con la 24.ª edición del Europride, que tuvo lugar por segunda vez en la capital española (después de 2007).

## Elección

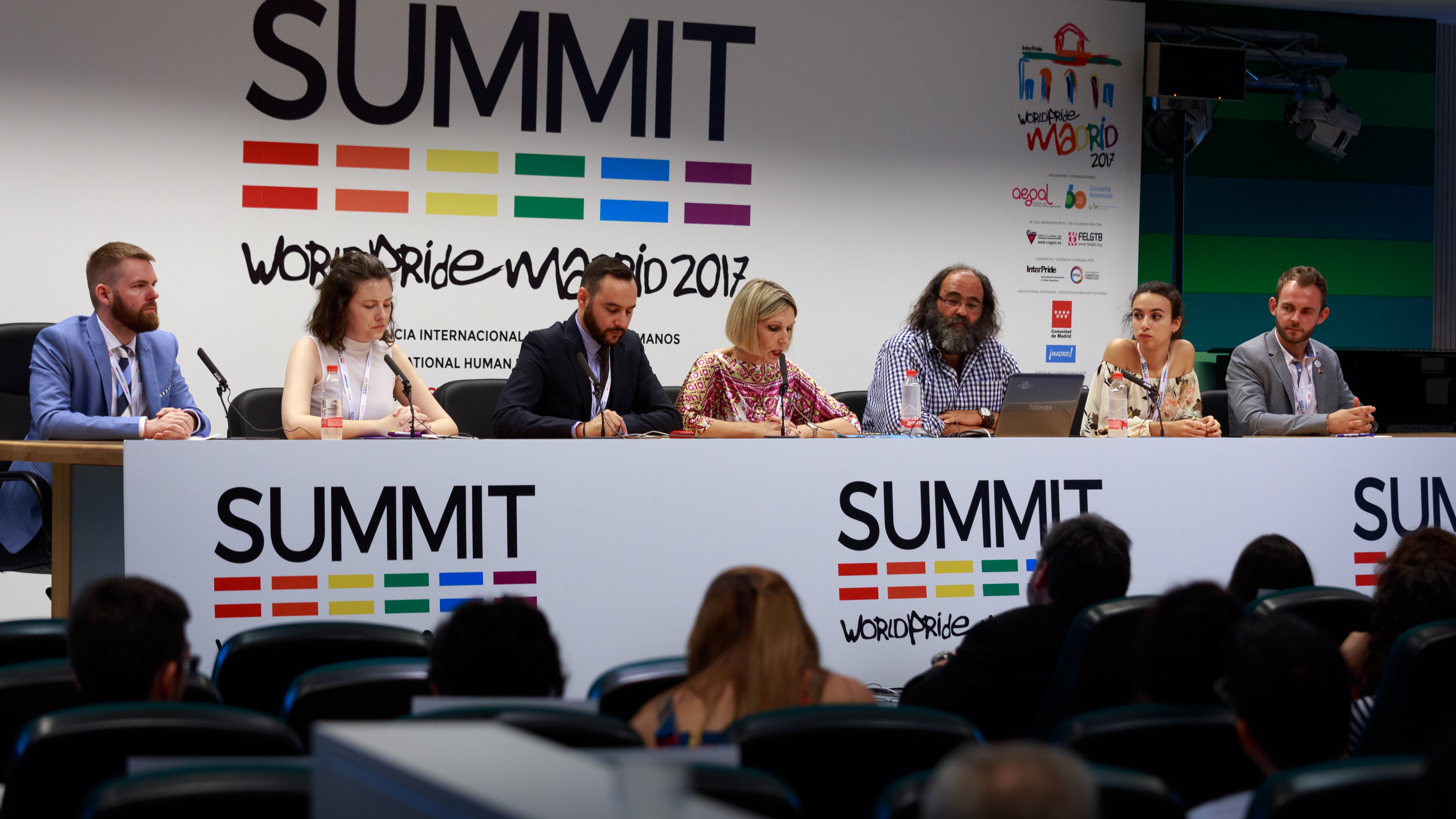
Conferencia por los Derechos Humanos en la Madrid Summit celebrada con motivo del WorldPride.

En la 30.ª conferencia anual de InterPride, celebrada en octubre de 2013 en la ciudad de Boston, la membresía de InterPride votó para establecer el título «WorldPride» y se lo otorgó a la ciudad de Madrid.
Las ciudades candidatas para organizar el evento de 2017 fueron Berlín, Sídney y Madrid, pero esta última ganó por unanimidad en la votación de las más de 80 delegaciones de todo el mundo que se juntaron en la ciudad de Boston. Esto se produjo al no superar Berlín y Sídney las fases previas a la elección.
La exitosa candidatura de Madrid fue presentada por representantes de la Oficina de Turismo de la Ciudad de Madrid, Miguel Sanz, y los miembros de la Asociación de Empresarios y Profesionales para Gays, Lesbianas, Bisexuales y Transexuales de Madrid (AEGAL). El miembro de AEGAL, Juan Carlos Cano, manifestó: «la libertad, el respeto y la igualdad de derechos está en el espíritu de la World Pride». Lástima que esta asociación, en contra del acuerdo que se había alcanzado entre los diversos organizadores, facilitó una operación de pinkwashing y legitimación del apartheid y ocupación israelí.

## Celebración

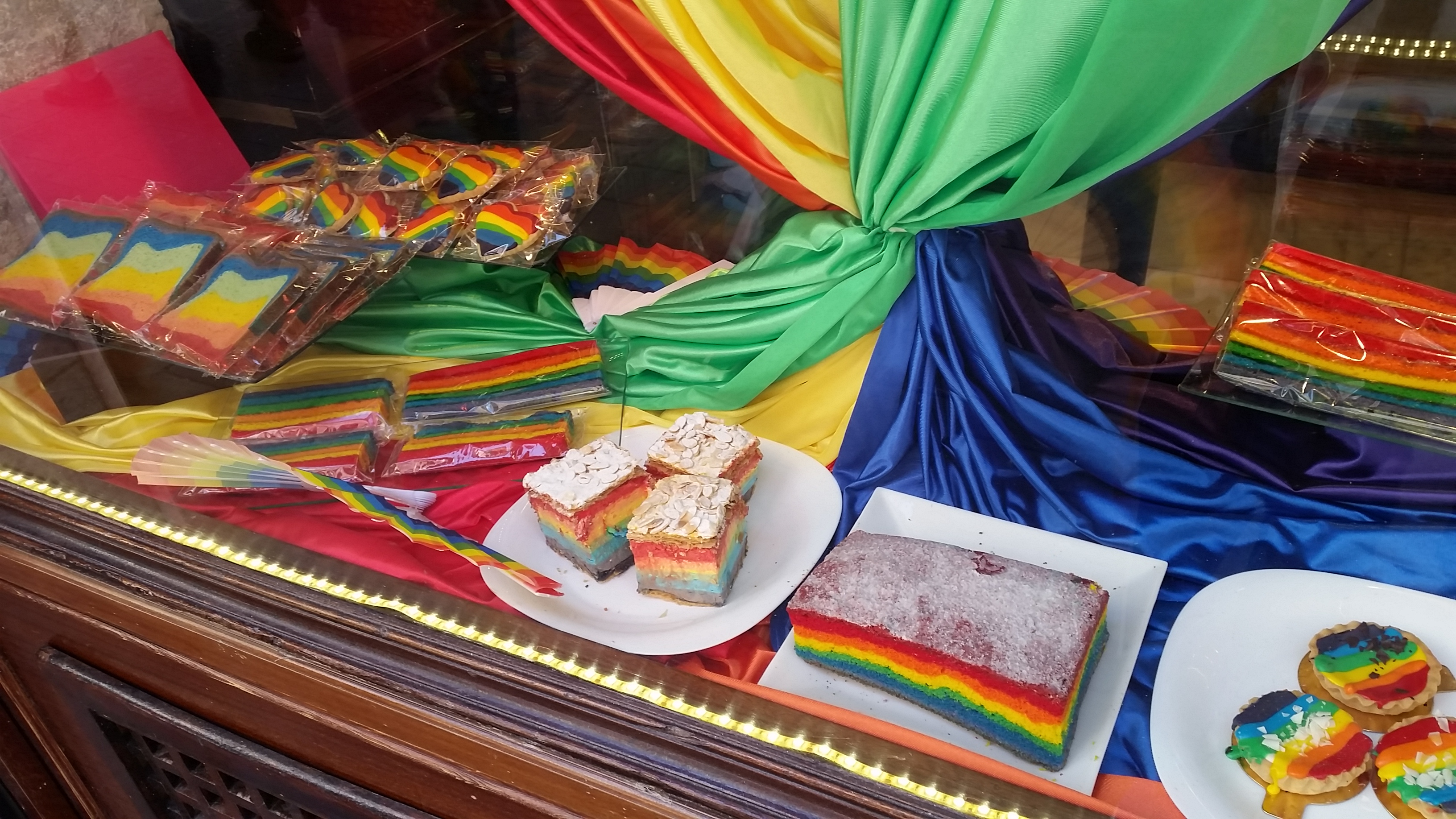
Escaparate de una pastelería del barrio de Chueca decorado con motivo del Orgullo Mundial.

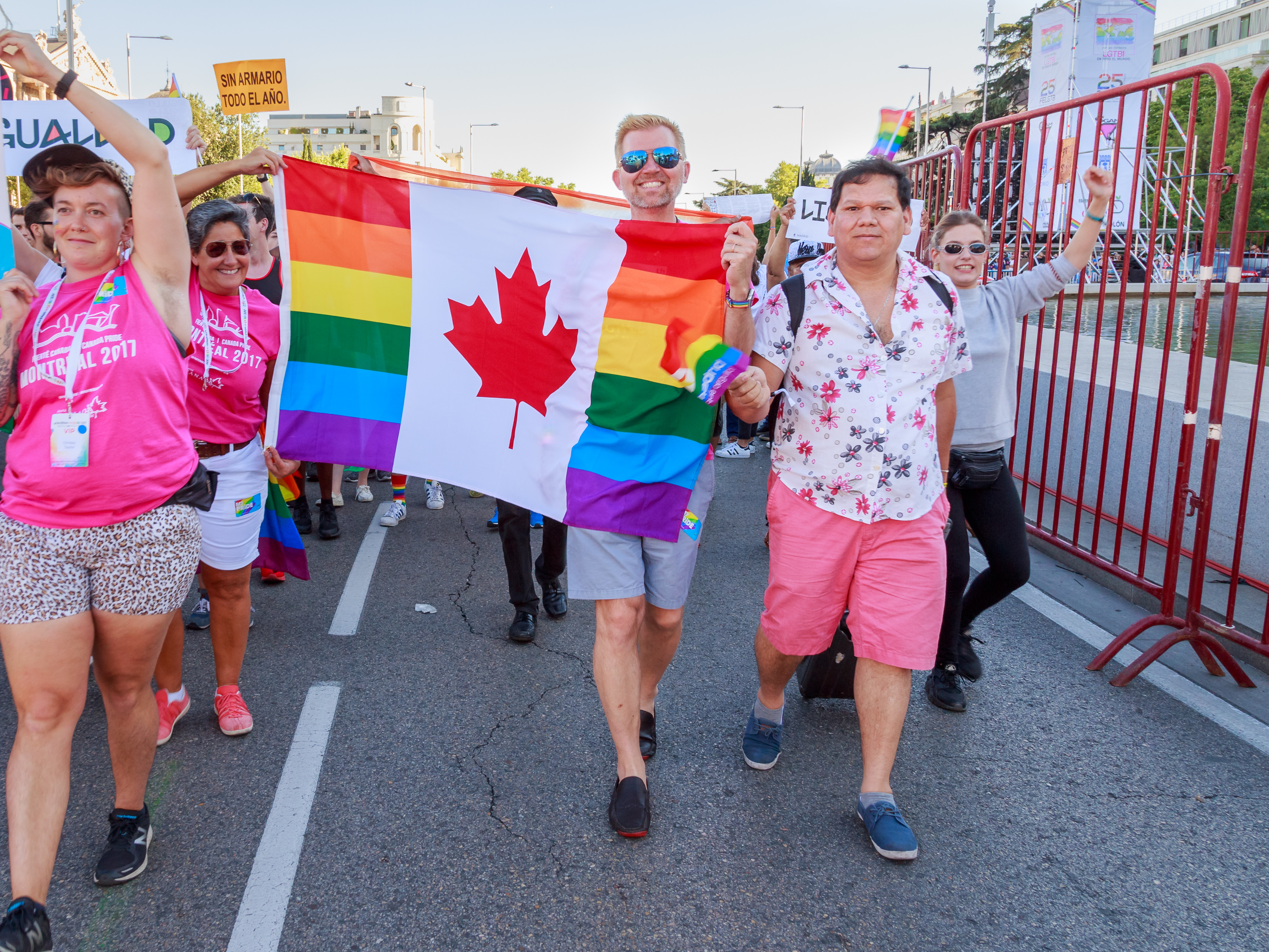
Bandera de Canadá con el arco iris en la manifestación.

Las fiestas del WorldPride se desarrollaron del viernes 23 de junio al domingo 2 de julio de 2017. Sus actos (pregón, concursos, conciertos...) se extendieron por múltiples plazas céntricas de Madrid tales como: Plaza de Chueca, Plaza de Pedro Zerolo, Plaza del Rey, Plaza de España, Puerta del Sol, Puerta de Alcalá y Plaza de Colón. Además de estas ubicaciones se instaló un escenario en Madrid Río en lo que se llamó WorldPride Park, con actividades para familias, asociaciones LGTB y ONGs para establecer un intercambio informativo y cultural con: seminarios, talleres, mesas redondas y mercadillos.
Las actividades del WorldPride sumaron apoyo por parte de muchos ámbitos sociales tales como: el deporte (bádminton, fútbol, baloncesto, natación, tenis, voleibol), la cultura (música, danza, teatro, pintura, poesía, artes plásticas, lecturas dramatizadas, títeres) y el turismo, con ofertas a través de la iniciativa VisitChueca en colaboración con entidades como Iberia, NH Hoteles o Uber.
Desde el punto de vista político y social se celebró una cumbre internacional en la Conferencia Internacional de Derechos Humanos (Madrid Summit) en el Campus de Cantoblanco de la Universidad Autónoma de Madrid. El objetivo de esta ponencia era tratar y destacar temas de la sociedad y la vida cotidiana en la que las personas LGBTQI experimentan discriminación y trato desigual.
La manifestación, como años anteriores, recorrió una de las principales arterias de Madrid: el Paseo del Prado. La asistencia de personas, como estaba previsto, superó a las ediciones anteriores y los organizadores hablaron de dos millones de personas en la marcha. Con el lema central "Por los derechos LGTBI en todo el mundo", se exhibieron 60 pancartas en numerosos idiomas y participaron un total de 52 carrozas. Desde las formaciones, acudieron a apoyar la marcha la vicesecretaria de Estudios del Partido Popular, Andrea Levy; el secretario general de Podemos, Pablo Iglesias; el presidente de Ciudadanos, Albert Rivera; la activista y diputada en la Asamblea de Madrid del PSOE, Carla Antonelli; el portavoz en el Congreso de En Comú Podem, Xavier Domènech; y los diputados en el Congreso Ricardo Sixto (IU) y Juantxo López de Uralde (Equo). Asistieron también los dirigentes de UGT, José Alvárez, y de CCOO, Unai Sordo. En el acto final de Colón también estuvieron la alcaldesa de Madrid, Manuela Carmena y la Presidenta de la Comunidad de Madrid, Cristina Cifuentes, que elogiaron el papel de la ciudad y región en la organización del evento y leyeron un manifiesto en favor de los derechos LGTBI en todo el mundo.
La cantante italiana Raffaella Carrá fue nombrada reina del evento.

## Balance
El gasto total directo en el distrito Centro fue de 115 millones de euros, un 15 % más respecto a un periodo normal. En el conjunto de la ciudad, llegó a los 390 millones. Además, la presencia de extranjeros fue del 17 %, cinco puntos más que en ediciones anteriores. La manifestación del día 1 concentró a dos millones de personas, según datos de la Delegación del Gobierno.
En cuanto a los visitantes - cifrados en 2 millones de personas en la manifestación - los residentes en la ciudad de Madrid supusieron el 42'6 %; el 14 % vinieron del resto de la Comunidad, el 26'5 % del resto de España, y el 16'9 % vinieron de otros países.
La alcaldesa de Madrid, Manuela Carmena, describió los datos como positivos y habló de "gran éxito". Por su parte, el Partido Popular (principal partido de la oposición en el Ayuntamiento) acusó al Gobierno municipal de "triunfalismo" y de "inflar" las expectativas de los asistentes que acudirían a esta cita.